# Supercoppa d'Ucraina 2020
La Supercoppa d'Ucraina 2020 (ufficialmente in ucraino Суперкубок України 2020?, Superkubok Ukraïny 2020) è stata la diciassettesima edizione della Supercoppa d'Ucraina.
Si è svolta il 25 agosto allo Stadio Olimpico di Kiev tra lo Šachtar, campione d'Ucraina, e la Dinamo Kiev, vincitrice della coppa nazionale nonché detentrice della Supercoppa d'Ucraina 2019.

## Le squadre
| Squadre     | Qualificazione                           | Partecipazioni precedenti (il grassetto indica la vittoria)                                   |
| ----------- | ---------------------------------------- | --------------------------------------------------------------------------------------------- |
| Šachtar     | Vincitrice della Prem"jer-liha 2019-2020 | 15 (2004, 2005, 2006, 2007, 2008, 2010, 2011, 2012, 2013, 2014, 2015, 2016, 2017, 2018, 2019) |
| Dinamo Kiev | Vincitrice della Kubok Ukraïny 2019-2020 | 13 (2004, 2005, 2006, 2007, 2008, 2009, 2011, 2014, 2015, 2016, 2017, 2018, 2019)             |

## Tabellino
| Arbitro: | Vitalij Romanov (Dnipro) |

|            |           |                                        |
| Moraes 37’ | Marcatori | 20’ de Pena 31’ Rodrigues 83’ Fran Sol |

| Šachtar | Dinamo Kiev |

| Šachtar     |    |                    |  |     |
|             |    |                    |  |     |
| P           | 30 | Andriy Pyatov      |  |     |
| D           | 2  | Dodô               |  |     |
| D           | 4  | Serhiy Kryvtsov    |  | 83’ |
| D           | 77 | Valerij Bondar     |  | 69’ |
| D           | 22 | Mykola Matviyenko  |  |     |
| C           | 6  | Taras Stepanenko   |  |     |
| C           | 21 | Alan Patrick       |  |     |
| C           | 8  | Marcos Antônio     |  | 46’ |
| C           | 14 | Tetê               |  | 61’ |
| A           | 7  | Taison             |  |     |
| A           | 10 | Júnior Moraes      |  |     |
| Panchina    |    |                    |  |     |
| P           | 81 | Anatolij Trubin    |  |     |
| C           | 50 | Serhiy Bolbat      |  |     |
| D           | 5  | Davit Khocholava   |  |     |
| C           | 19 | Manor Solomon      |  | 61’ |
| C           | 70 | Yevhen Konoplyanka |  | 69’ |
| C           | 11 | Marlos             |  | 46’ |
| C           | 27 | Maycon             |  |     |
| C           | 99 | Fernando           |  | 83’ |
| C           | 20 | Viktor Kovalenko   |  |     |
| Allenatore  |    |                    |  |     |
| Luís Castro |    |                    |  |     |

| Dinamo Kiev    |    |                         |     |     |
|                |    |                         |     |     |
| P              | 1  | Heorhij Buščan          |     |     |
| C              | 5  | Serhij Sydorčuk         |     |     |
| C              | 10 | Mykola Šaparenko        | 52’ |     |
| C              | 14 | Carlos de Pena          |     | 74’ |
| C              | 20 | Oleksandr Karavajev     | 59’ |     |
| C              | 22 | Gerson Rodrigues        |     |     |
| D              | 24 | Oleksandr Tymčyk        |     |     |
| C              | 29 | Vitalij Bujal's'kij     |     | 82’ |
| D              | 34 | Oleksandr Syrota        |     |     |
| A              | 89 | Vladyslav Suprjaha      |     | 61’ |
| D              | 94 | Tomasz Kędziora         |     |     |
| Panchina       |    |                         |     |     |
| P              | 71 | Denys Bojko             |     |     |
| A              | 9  | Fran Sol                |     | 61’ |
| A              | 11 | Heorhij Citaišvili      |     |     |
| C              | 15 | Viktor Cyhankov         |     |     |
| C              | 17 | Bohdan Ljednjev         |     | 82’ |
| C              | 18 | Oleksandr Andrijevs'kyj |     | 74’ |
| D              | 55 | Kostjantyn Vivčarenko   |     |     |
| D              | 25 | Illja Zabarnyj          |     |     |
| C              | 99 | Mikkel Duelund          |     |     |
| Allenatore     |    |                         |     |     |
| Mircea Lucescu |    |                         |     |     |